# Internazionali d'Italia 1930 - Singolare maschile
Il singolare maschile del torneo di tennis Internazionali d'Italia 1930, prima edizione del torneo, ha avuto come vincitore Bill Tilden che ha battuto in finale Uberto De Morpurgo con il punteggio di 6–1, 6–1, 6–2.

## Tabellone

### Legenda
| - Q = Qualificato - WC = Wild card - LL = Lucky loser | - ALT = Alternate - SE = Special Exempt - PR = Protected Ranking | - w/o = Walkover - r = Ritirato - d = Squalificato |

### Fase finale
|  | Quarti di finale   | Quarti di finale   | Quarti di finale   | Quarti di finale   | Quarti di finale | Quarti di finale | Quarti di finale |  |  | Semifinali         | Semifinali         | Semifinali         | Semifinali         | Semifinali         | Semifinali         | Semifinali |   |   | Finale      | Finale      | Finale      | Finale      | Finale | Finale | Finale |  |
|  |                    |                    |                    |                    |                  |                  |                  |  |  |                    |                    |                    |                    |                    |                    |            |   |   |             |             |             |             |        |        |        |  |
|  | Bill Tilden        | Bill Tilden        | Bill Tilden        | Bill Tilden        | 6                | 6                | 6                |  |  |                    |                    |                    |                    |                    |                    |            |   |   |             |             |             |             |        |        |        |  |
|  | Giorgio De Stefani | Giorgio De Stefani | Giorgio De Stefani | Giorgio De Stefani | 2                | 4                | 3                |  |  | Bill Tilden        | Bill Tilden        | Bill Tilden        | Bill Tilden        | 6                  | 6                  | 6          |   |   |             |             |             |             |        |        |        |  |
|  | Cesare Colombo     | Cesare Colombo     | Cesare Colombo     | Cesare Colombo     | 3                | 2                | 4                |  |  | Daniel Prenn       | Daniel Prenn       | Daniel Prenn       | Daniel Prenn       | 2                  | 2                  | 4          |   |   |             |             |             |             |        |        |        |  |
|  | Daniel Prenn       | Daniel Prenn       | Daniel Prenn       | Daniel Prenn       | 6                | 6                | 6                |  |  |                    |                    |                    |                    |                    |                    |            |   |   | Bill Tilden | Bill Tilden | Bill Tilden | Bill Tilden | 6      | 6      | 6      |  |
|  | Jacques Brugnon    | Jacques Brugnon    | 3                  | 6                  | 4                | 6                | 6                |  |  |                    |                    | Uberto De Morpurgo | Uberto De Morpurgo | Uberto De Morpurgo | Uberto De Morpurgo | 1          | 1 | 2 |             |             |             |             |        |        |        |  |
|  | Wilbur Coen        | Wilbur Coen        | 6                  | 4                  | 6                | 1                | 3                |  |  | Jacques Brugnon    | Jacques Brugnon    | Jacques Brugnon    | Jacques Brugnon    | 7                  | 1                  | 4          |   |   |             |             |             |             |        |        |        |  |
|  | Uberto De Morpurgo | Uberto De Morpurgo | Uberto De Morpurgo | 3                  | 6                | 6                | 7                |  |  | Uberto De Morpurgo | Uberto De Morpurgo | Uberto De Morpurgo | Uberto De Morpurgo | 9                  | 6                  | 6          |   |   |             |             |             |             |        |        |        |  |
|  | Pat Hughes         | Pat Hughes         | Pat Hughes         | 6                  | 3                | 3                | 5                |  |  |                    |                    |                    |                    |                    |                    |            |   |   |             |             |             |             |        |        |        |  |